# Akelarre (pel·lícula)
Akelarre és una pel·lícula espanyola filmada en 1984 i dirigida per Pedro Olea Retolaza.

## Argument
Està ambientada en la Navarra de finals del segle XVI. Un senyor feudal amb l'ajuda d'un inquisidor, emprèn una croada per a erradicar la bruixeria i el paganisme. Una de les víctimes serà Garazi (Sílvia Munt), neta d'una dona cremada per bruixa.
La pel·lícula està basada en un procés de bruixeria real que es va donar a la vall d'Araitz en 1595. Va participar en la 34à edició del Festival Internacional de Cinema de Berlín.

## Repartiment
- Sílvia Munt - Garazi
- José Luis López Vázquez - Inquisidor
- Mary Carrillo - Amunia
- Walter Vidarte - Don Fermín de Andueza
- Patxi Bisquert - Unai
- Iñaki Miramón - Íñigo
- Mikel Garmendia
- Javier Loyola - Prior
- Sergio Mendizábal - Antxon
- Félix Rotaeta - J. de Areso